# Eduardo Cojuangco Jr.
Eduardo Murphy Cojuangco Jr., noto anche con lo pseudonimo di Danding (Paniqui, 10 giugno 1935 – Taguig, 16 giugno 2020), è stato un imprenditore e politico filippino.

## Biografia
Nacque a Paniqui, nella provincia di Tarlac, figlio di Eduardo Cojuangco e Josephine Murphy. Suo padre era di etnia sinofilippina, mentre la madre aveva origini irlandesi. Oltre a Eduardo dalla coppia nacquero anche Mercedes, Aurora, Isabel, Enrique e Manuel.
Membro della numerosa e potente famiglia dei Cojuangco - diversi suoi cugini, come ad esempio Ramon Cojuangco, occuparono a loro volta imprese di rilievo in ambito nazionale - dal 1998 fu presidente della San Miguel Corporation, la più grande società di alimenti e bevande delle Filippine e dell'intero sud-est asiatico. Nel 2005 il suo patrimonio personale è stato stimato in 527 milioni di dollari. Si ritiene che durante un certo periodo di tempo, le sue imprese abbiano generato circa il 25% del prodotto nazionale lordo delle Filippine. Per la sua enorme influenza venne definito "uno degli uomini d'affari più importanti del paese".
Figura piuttosto controversa, nel corso della sua carriera politica occupò la carica di governatore della provincia di Tarlac e successivamente di rappresentante del suo primo distretto. Successivamente divenne uno dei più stretti alleati del Presidente Ferdinand Marcos, nonché membro della cerchia del Rolex 12. Negli anni ottanta fu accusato di essere stato il mandante dietro l'assassinio di Benigno Aquino Jr., marito della cugina Corazon e con il quale era in estremo disaccordo. Al contempo fu implicato nel discusso scandalo di Coco Levy, accusato di aver detratto ingenti somme di fondi pubblici destinati a coltivatori di cocco. Nel 1992 si candidò alle elezioni presidenziali del paese, classificandosi terzo dietro a Fidel V. Ramos e Miriam Defensor-Santiago.
A partire dal 2010 Cojuangco vide la sua salute peggiorare: nel 2013 subì un trapianto di rene, mentre negli anni successivi fu colpito da una serie di diverse patologie. Cojuangco è morto il 16 giugno 2020 al St. Luke's Medical Center di Manila all'età di 85 anni, per problemi cardiaci aggravati da una polmonite.

### Vita privata
Il 22 novembre 1956 sposò Maria Soledad Cuyugan Oppen, ereditiera della ricca famiglia negrense dei Montilla, con la quale ebbe quattro figli: Marcos Juan Bruno (1957), Margarita Josephina (1958), Maria Luisa Angela (1960) e Carlos Roberto Santiago (1963-2022).